# Tau3 Gruis
Tau3 Gruis (τ3 Gruis, förkortat Tau3 Gru, τ3 Gru) som är stjärnans Bayerbeteckning, är en ensam stjärna belägen i den mellersta delen av stjärnbilden Tranan. Den har en skenbar magnitud på 5,71 och är synlig för blotta ögat där ljusföroreningar ej förekommer. Baserat på parallaxmätning inom Hipparcosuppdraget på ca 13,4 mas, beräknas den befinna sig på ett avstånd på ca 243 ljusår (ca 75 parsek) från solen.

## Egenskaper
Tau3 Gruis är en gul till vit stjärna av spektralklass kA5A7mF2. Denna notering anger att spektret visar kalcium K-linjen för en A5-stjärna, väte-linjerna för en A7-stjärna och metallinjerna för en F2-stjärna. Den har en radie som är ca 3,2 gånger större än solens och utsänder från dess fotosfär ca 24 gånger mera energi än solen vid en effektiv temperatur av ca 7 300 K.